# Élections législatives de 1978 dans l'Aisne
Les élections législatives françaises de 1978 se déroulent les 12 et 19 mars 1978. Dans le département de l'Aisne, cinq députés sont à élire dans le cadre de cinq circonscriptions.

## Élus
| Circonscription | Député sortant  | Parti | Parti | Député élu ou réélu | Parti | Parti    |
| --------------- | --------------- | ----- | ----- | ------------------- | ----- | -------- |
| 1re             | Robert Aumont   |       | PS    | Robert Aumont       |       | PS       |
| 2e              | Daniel Le Meur  |       | PCF   | Daniel Le Meur      |       | PCF      |
| 3e              | Maurice Brugnon |       | PS    | Maurice Brugnon     |       | PS       |
| 4e              | Roland Renard   |       | PCF   | Roland Renard       |       | PCF      |
| 5e              | André Rossi     |       | CR    | André Rossi         |       | UDF (PR) |

## Résultats

### Résultats à l'échelle du département
| Parti          | Parti                              | Premier tour | Premier tour | Second tour | Second tour | Sièges |
| Parti          | Parti                              | Voix         | %            | Voix        | %           | Sièges |
| -------------- | ---------------------------------- | ------------ | ------------ | ----------- | ----------- | ------ |
|                | Parti communiste français          | 86 663       | 28,91        | 106 094     | 35,04       | 2      |
|                | Parti socialiste                   | 71 714       | 23,92        | 58 357      | 19,27       | 2      |
|                | Mouvement des radicaux de gauche   | 767          | 0,26         |             |             | 0      |
|                | Union de la gauche                 | 159 144      | 53,08        | 164 451     | 54,31       | 4      |
|                |                                    |              |              |             |             |        |
|                | Rassemblement pour la République   | 64 707       | 21,58        | 56 406      | 18,63       | 0      |
|                | Union pour la démocratie française | 55 071       | 18,37        | 81 917      | 27,06       | 1      |
|                | Divers droite                      | 1 867        | 0,62         |             |             | 0      |
|                | Majorité présidentielle            | 121 645      | 40,57        | 138 323     | 45,69       | 1      |
|                |                                    |              |              |             |             |        |
|                | Lutte ouvrière                     | 8 907        | 2,97         |             |             | 0      |
|                | Divers gauche                      | 8 737        | 2,92         | 0           |             |        |
|                | Parti socialiste unifié            | 1 374        | 0,47         | 0           |             |        |
|                |                                    |              |              |             |             |        |
| Inscrits       | Inscrits                           | 350 714      | 100,00       | 350 724     | 100,00      | 5      |
| Abstentions    | Abstentions                        | 45 008       | 12,83        | 40 442      | 11,53       |        |
| Votants        | Votants                            | 305 706      | 87,17        | 310 282     | 88,47       |        |
| Blancs et nuls | Blancs et nuls                     | 5 899        | 1,93         | 7 508       | 2,42        |        |
| Exprimés       | Exprimés                           | 299 807      | 98,07        | 302 774     | 97,58       |        |

### Résultats par circonscription

#### Première circonscription (Laon)
|                    | Robert Aumont sortant réélu | PS             | 18 789 | 34,21  | 32 022  | 57,14   |  |  |  |  |  |  |  |
|                    | Jean-Claude Lamant          | RPR            | 13 871 | 25,26  | 24 018  | 42,86   |  |  |  |  |  |  |  |
|                    | Marie-Claire Steichen       | PCF            | 9 985  | 18,18  | Retrait | Retrait |  |  |  |  |  |  |  |
|                    | Jean-Luc Doyez              | UDF (PR)       | 8 480  | 15,40  | Retrait | Retrait |  |  |  |  |  |  |  |
|                    | Bernard Philippot           | Divers gauche  | 1 916  | 3,49   |         |         |  |  |  |  |  |  |  |
|                    | Nicole Brulez               | LO             | 1 874  | 3,41   |         |         |  |  |  |  |  |  |  |
|                    |                             |                |        |        |         |         |  |  |  |  |  |  |  |
| Inscrits           | Inscrits                    | Inscrits       | 64 113 | 100,00 | 64 178  | 100,00  |  |  |  |  |  |  |  |
| Abstentions        | Abstentions                 | Abstentions    | 8 044  | 12,55  | 7 232   | 11,27   |  |  |  |  |  |  |  |
| Votants            | Votants                     | Votants        | 56 069 | 87,45  | 56 946  | 88,73   |  |  |  |  |  |  |  |
| Blancs et nuls     | Blancs et nuls              | Blancs et nuls | 1 154  | 2,06   | 906     | 1,59    |  |  |  |  |  |  |  |
| Exprimés           | Exprimés                    | Exprimés       | 54 915 | 97,94  | 56 040  | 98,41   |  |  |  |  |  |  |  |
| Source : Data.gouv |                             |                |        |        |         |         |  |  |  |  |  |  |  |

#### Deuxième circonscription (Saint-Quentin)
| Candidat           | Candidat                     | Parti          | Premier tour | Premier tour | Second tour | Second tour |  |
| Candidat           | Candidat                     | Parti          | Voix         | %            | Voix        | %           |  |
| ------------------ | ---------------------------- | -------------- | ------------ | ------------ | ----------- | ----------- |  |
|                    | Daniel Le Meur sortant réélu | PCF            | 27 452       | 38,43        | 39 395      | 54,98       |  |
|                    | Jacques Braconnier           | RPR            | 23 124       | 32,37        | 32 259      | 45,02       |  |
|                    | Jacques Wattiez              | PS             | 11 069       | 15,49        | Retrait     | Retrait     |  |
|                    | Bernard Lherminé             | UDF (PR)       | 5 803        | 8,12         |             |             |  |
|                    | Christine Lafont             | LO             | 1 739        | 2,43         |             |             |  |
|                    | Jean-Pierre Vatin            | PSU (FA)       | 1 374        | 1,92         |             |             |  |
|                    | Alfred Bodart                | Divers droite  | 875          | 1,22         |             |             |  |
|                    |                              |                |              |              |             |             |  |
| Inscrits           | Inscrits                     | Inscrits       | 83 206       | 100,00       | 83 199      | 100,00      |  |
| Abstentions        | Abstentions                  | Abstentions    | 10 362       | 12,45        | 9 357       | 11,25       |  |
| Votants            | Votants                      | Votants        | 72 844       | 87,55        | 73 842      | 88,75       |  |
| Blancs et nuls     | Blancs et nuls               | Blancs et nuls | 1 408        | 1,93         | 2 188       | 2,96        |  |
| Exprimés           | Exprimés                     | Exprimés       | 71 436       | 98,07        | 71 654      | 97,04       |  |
| Source : Data.gouv |                              |                |              |              |             |             |  |

#### Troisième circonscription (Hirson)
| Candidat           | Candidat                      | Parti          | Premier tour | Premier tour | Second tour | Second tour |  |
| Candidat           | Candidat                      | Parti          | Voix         | %            | Voix        | %           |  |
| ------------------ | ----------------------------- | -------------- | ------------ | ------------ | ----------- | ----------- |  |
|                    | Maurice Brugnon sortant réélu | PS             | 14 798       | 33,13        | 26 335      | 58,30       |  |
|                    | Raymond Mahoudeaux            | PCF            | 11 527       | 25,81        | Retrait     | Retrait     |  |
|                    | Claude Beaufort               | UDF            | 9 582        | 21,45        | 18 839      | 41,70       |  |
|                    | Jean Perreau-Pradier          | RPR            | 7 321        | 16,39        | Retrait     | Retrait     |  |
|                    | Dominique Palacio             | LO             | 1 438        | 3,22         |             |             |  |
|                    |                               |                |              |              |             |             |  |
| Inscrits           | Inscrits                      | Inscrits       | 52 770       | 100,00       | 52 763      | 100,00      |  |
| Abstentions        | Abstentions                   | Abstentions    | 7 134        | 13,52        | 6 537       | 12,39       |  |
| Votants            | Votants                       | Votants        | 45 636       | 86,48        | 46 226      | 87,61       |  |
| Blancs et nuls     | Blancs et nuls                | Blancs et nuls | 970          | 2,13         | 1 052       | 2,28        |  |
| Exprimés           | Exprimés                      | Exprimés       | 44 666       | 97,87        | 45 174      | 97,72       |  |
| Source : Data.gouv |                               |                |              |              |             |             |  |

#### Quatrième circonscription (Chauny)
| Candidat           | Candidat                    | Parti          | Premier tour | Premier tour | Second tour | Second tour |  |
| Candidat           | Candidat                    | Parti          | Voix         | %            | Voix        | %           |  |
| ------------------ | --------------------------- | -------------- | ------------ | ------------ | ----------- | ----------- |  |
|                    | Roland Renard sortant réélu | PCF            | 18 942       | 35,04        | 29 994      | 55,45       |  |
|                    | Albert Catalifaud           | RPR            | 15 477       | 28,63        | 24 102      | 44,55       |  |
|                    | Catherine Kintzler          | PS             | 9 636        | 17,82        | Retrait     | Retrait     |  |
|                    | Yves Brinon                 | Divers gauche  | 6 821        | 12,62        |             |             |  |
|                    | Michel Cremey               | LO             | 1 430        | 2,64         |             |             |  |
|                    | Philippe Villelongue        | MRG            | 767          | 1,42         |             |             |  |
|                    | Michel Cropsal              | Divers droite  | 992          | 1,83         |             |             |  |
|                    |                             |                |              |              |             |             |  |
| Inscrits           | Inscrits                    | Inscrits       | 63 537       | 100,00       | 63 577      | 100,00      |  |
| Abstentions        | Abstentions                 | Abstentions    | 8 312        | 13,08        | 7 641       | 12,02       |  |
| Votants            | Votants                     | Votants        | 55 225       | 86,92        | 55 936      | 87,98       |  |
| Blancs et nuls     | Blancs et nuls              | Blancs et nuls | 1 160        | 2,1          | 1 840       | 3,29        |  |
| Exprimés           | Exprimés                    | Exprimés       | 54 065       | 97,9         | 54 096      | 96,71       |  |
| Source : Data.gouv |                             |                |              |              |             |             |  |

#### Cinquième circonscription (Château-Thierry - Soissons)
| Candidat           | Candidat                  | Parti          | Premier tour | Premier tour | Second tour | Second tour |  |
| Candidat           | Candidat                  | Parti          | Voix         | %            | Voix        | %           |  |
| ------------------ | ------------------------- | -------------- | ------------ | ------------ | ----------- | ----------- |  |
|                    | André Rossi sortant réélu | UDF (Rad)      | 31 206       | 41,76        | 39 060      | 51,52       |  |
|                    | Marc Laurent              | PCF            | 18 757       | 25,10        | 36 750      | 48,48       |  |
|                    | Bernard Lefranc           | PS             | 17 422       | 23,31        | Retrait     | Retrait     |  |
|                    | André Stachowiak          | RPR            | 4 914        | 6,58         |             |             |  |
|                    | Louis Pirois              | LO             | 2 426        | 3,25         |             |             |  |
|                    |                           |                |              |              |             |             |  |
| Inscrits           | Inscrits                  | Inscrits       | 87 088       | 100,00       | 87 007      | 100,00      |  |
| Abstentions        | Abstentions               | Abstentions    | 11 156       | 12,81        | 9 675       | 11,12       |  |
| Votants            | Votants                   | Votants        | 75 932       | 87,19        | 77 332      | 88,88       |  |
| Blancs et nuls     | Blancs et nuls            | Blancs et nuls | 1 207        | 1,59         | 1 522       | 1,97        |  |
| Exprimés           | Exprimés                  | Exprimés       | 74 725       | 98,41        | 75 810      | 98,03       |  |
| Source : Data.gouv |                           |                |              |              |             |             |  |

## Rappel des résultats départementaux des élections de 1973

### Élus en 1973
| Circ.            | Élu(e) | Élu(e) | Élu(e)           | Élu(e)               | Élu(e)               | Battu(e) (seconde place) | Battu(e) (seconde place) | Battu(e) (seconde place) | Battu(e) (seconde place) | Battu(e) (seconde place) |
| Circ.            | Parti  | Parti  | Nom              | % suffrages exprimés | % suffrages exprimés | Parti                    | Parti                    | Nom                      | % suffrages exprimés     | % suffrages exprimés     |
| Circ.            | Parti  | Parti  | Nom              | 1er tour             | 2e tour              | Parti                    | Parti                    | Nom                      | 1er tour                 | 2e tour                  |
| ---------------- | ------ | ------ | ---------------- | -------------------- | -------------------- | ------------------------ | ------------------------ | ------------------------ | ------------------------ | ------------------------ |
| 1re              |        | PS     | Robert Aumont    | 24,67 %              | 52,98 %              |                          | UDR                      | Georges Lesimon          | 36,76 %                  | 47,02 %                  |
| 2e               |        | PCF    | Daniel Le Meur   | 31,22 %              | 52,09 %              |                          | UDR                      | Edmond Bricout*          | 21,62 %                  | 47,91 %                  |
| 3e               |        | PS     | Maurice Brugnon* | 38,54 %              | 62,95 %              |                          | UDR                      | Jean Perreau-Pradier     | 20,81 %                  | 38,05 %                  |
| 4e               |        | PCF    | Roland Renard    | 28,78 %              | 51,18 %              |                          | UDR                      | Albert Catalifaud*       | 30,98%                   | 48,82 %                  |
| 5e               |        | MR     | André Rossi*     | 40,79 %              | 56,64 %              |                          | PCF                      | Pierre Lemret            | 29,50 %                  | 43,36 %                  |
| * député sortant |        |        |                  |                      |                      |                          |                          |                          |                          |                          |